# Pelundo
Pelundo ist eine Ortschaft im Westen Guinea-Bissaus mit 2358 Einwohnern in drei Ortsteilen.
Der Ort liegt im Verwaltungssektor von Canchungo in der Region Cacheu.
Er gehört zu den bedeutenderen Orten im Sektor Canchungo. Hier gibt es u. a. eine Schule und eine Gesundheitsstation.

## Sport
Der bekannteste Sportverein des Ortes ist der Fußballverein FC Pelundo. Er stieg 2017 erstmals in die erste Liga, den Campeonato Nacional da Guiné-Bissau auf.

## Söhne und Töchter der Stadt
- Daouda Jabi (* 1981), Fußballspieler, Nationalspieler für das südliche Nachbarland Guinea (Guinea-Conakry)